# Franz Josef Michael Winzenried
Franz Josef Michael Winzenried (* 8. Januar 1924 in Horb; † 16. Juni 1989 in Darry) war ein deutscher Psychiater und Neurologe.

## Leben und Werk

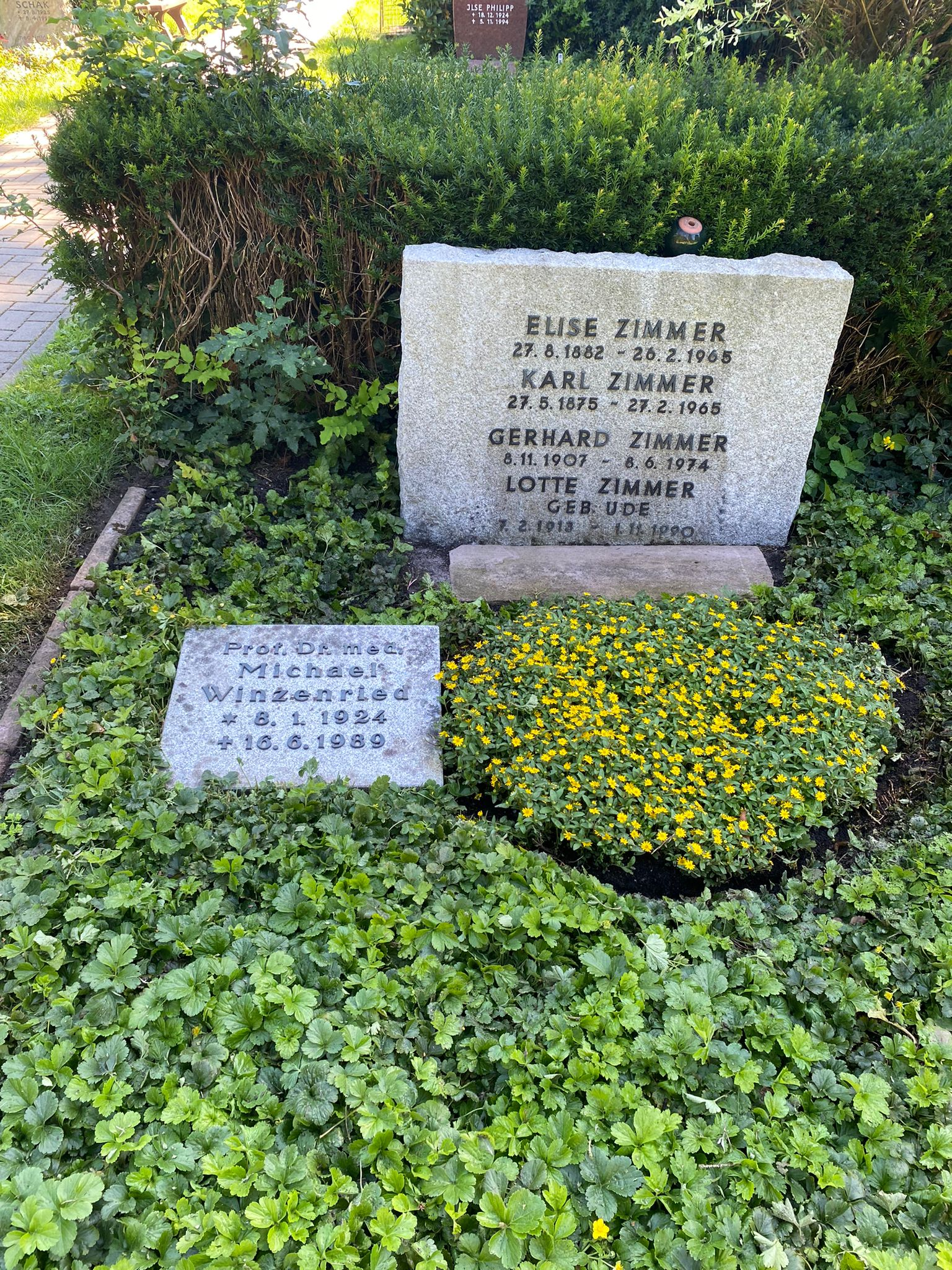
Grabstätte auf dem Friedhof Großhansdorf

Winzenried studierte Medizin in Tübingen, Straßburg und Hamburg. Als Schüler des Psychiaters Hans Bürger-Prinz war er rund 25 Jahre lang an dem Universitätsklinikum Hamburg-Eppendorf tätig, wo er sich 1964 habilitierte und als Professor für Psychiatrie und Neurologie wirkte. Zu den Patienten zählten zahlreiche Künstler und Wirtschaftsvertreter, darunter Gustaf Gründgens, über den er nach dessen Tod auch eine Skizze aus ärztlicher Sicht veröffentlichte.
Winzenried war viermal verheiratet. Aus der zweiten Ehe entstammen eine Tochter und ein Sohn. Seine letzte Ruhestätte fand er auf dem Friedhof der Gemeinde Großhansdorf.

## Veröffentlichungen
- Psychosomatische und funktionelle Störungen (zusammen mit H. Freyberger) In: R. Gross und P. Schölmerich: Lehrbuch der Inneren Medizin. Stuttgart/New York 1977.
- Beziehungen periodischer Verhaltens- und Befindensstörungen im Kindes- und Jugendalter zu den endogenen Psychosen. In: Das depressive Syndrom. Hanns Hippius und Helmut Selbach (Hrsg.), München/Berlin/Wien 1969.
- Gustaf Gründgens – Versuch einer Skizze aus ärztlicher Sicht. In: Gustaf Gründgens – Briefe, Aufsätze, Reden (Hrsg. Rolf Badenhausen und Peter Gründgens-Gorski), Hamburg 1967.
- Befinden und Symptom. Erlebnisfeld des Kranken und ärztlicher Befund. (Hrsg. mit Hans Bürger-Prinz), Stuttgart 1964.
- Die Wahninhalte phasischer Psychosen (zusammen mit Klaus Dörner), Stuttgart 1964.
- Über seltene Suchtformen. In: Randzonen menschlichen Verhaltens – Festschrift zum fünfundsechzigsten Geburtstag von Hans Bürger-Prinz, Stuttgart 1963.
- Psychosen bei Funktionsstörungen der Schilddrüse. In: H. Nowakowski (Schriftleitung): Hormone und Psyche – die Endokrinologie des alternden Menschen, Berlin/Göttingen/Heidelberg 1958.